# Kerry Anne Wells
Kerry Anne Wells (Perth, 1952) é uma rainha da beleza australiana, coroada como Miss Universo 1972, em Dorado, Porto Rico, em 29 de julho daquele ano.
Nascida em East Victoria Park, um subúrbio da cidade de Perth, na Austrália Ocidental, modelo profissional e "garota do tempo" na televisão australiana antes de participar de concursos de beleza, foi a primeira representante de seu país a conquistar o título universal.

## Miss Universo
Miss Austrália foi uma das últimas a chegar, e apesar de ser a mais alta do grupo, passou despercebida nos primeiros dias em Dorado. Entre as doze semifinalistas estavam, além de Wells, Brasil, Inglaterra, Venezuela, Israel, Alemanha e Índia. A apresentação impecável e inquestionável beleza de Wells colocou-a entre as favoritas durante a última apresentação das semifinalistas e cinco morenas ficaram nas Top 5: Austrália, Brasil, Venezuela, Inglaterra e Israel. Todas as cinco tinham beleza equivalente e esperava-se qualquer coisa dali em diante. 
Israel, Inglaterra e Venezuela foram as três primeiras eliminadas, restando a Miss Brasil Rejane Vieira Costa e a australiana na disputa da coroa. O apresentador Bob Barker então anunciou o Brasil na segunda colocação e, depois de três anos consecutivos com ótimas colocações mas nunca vencendo, a Austrália fez sua primeira Miss Universo. 
Um dos concursos mais politicamente conturbados e cercados de segurança na história do MU, ativistas do Partido Independentista Portorriquenho, pró-independência nacional dos EUA, então um território associado americano, conseguiram cortar um dos cabos que transmitiam a imagem do evento para todo mundo - pela primeira vez em cores via satélite para 33 países - no momento do anúncio da vencedora, com a imagem retornando apenas quando Wells já havia sido coroada. Ela também foi a única até hoje a não ser coroada pela antecessora que cumpria um mandato normal. A Miss Universo 1971, Georgina Rizk, foi impedida pelo governo do Líbano, seu país, de ir a Porto Rico, por temor  de que houvesse algum atentado à sua integridade física, depois que atentados terroristas aconteceram durante o Miss Porto Rico pouco tempo antes, e posteriormente no Oriente Médio, envolvendo o Líbano. Sua coroação foi feita pela Miss Universo 1970, Marisol Malaret. Curiosamente, ela se envolveria em algo similar três anos depois, em El Salvador, coroando a finlandesa Anne Marie Pohtamo, Miss Universo 1975, porque a Miss Universo 1974, Amparo Muñoz, da Espanha, havia renunciado na metade de seu reinado.
Kerry Wells cumpriu seu reinado com perfeição mas não sem algum percalço. Pouco tempo depois do concurso, o governador-geral de Porto Rico, Luis Ferri, que havia convencido a Miss Universo Inc. a realizar a edição em seus país e mudar seu quartel-general para San Juan, foi derrotado nas eleições, acusado de corrupção. O novo governo praticamente expulsou a organização do país e Wells, que, assim como Rizk anteriormente, morava lá, teve que deixar o território e passou a maior parte de seu reinado baseada em Nova York.

## Vida posterior
Depois de coroar sua sucessora, Wells trabalhou como âncora em telejornais de Perth. Em 2007, tinha se tornado uma bem-sucedida estilista de moda, escritora e comentarista, participando de palestras sobre cuidados com o corpo e auto-estima feminina. Hoje está envolvida com o 'Body Think', um programa de estilo de vida saudável projetado para escolas australianas, que tem a participação de mais de 35 mil jovens com idades entre 11 e 14 anos.